# Colonia Río Lerma
Colonia Río Lerma, även benämnd Tic Ti, är en ort i Mexiko, tillhörande kommunen Atlacomulco i den nordvästra delen av delstaten Mexiko, i den centrala delen av landet. Orten hade 2 331 invånare vid folkräkningen 2010.